# 고양이상어과
고양이상어과(Scyliorhinidae)는 뱀상어목(Carcharhiniformes)에 속하는 상어의 한 과로, 전 세계 온대 및 열대 해역에 서식하는 약 160여 종이 포함된다. 몸집이 작고 바다 바닥에 사는 종이 많으며, 줄무늬나 반점 무늬 등 다양한 피부 패턴을 지닌다.
이 과에 속한 상어들은 길쭉한 눈과 유연한 몸을 지니며, 대부분 1미터 이하의 크기로 자란다. 야행성으로 낮에는 바위 틈 등에 숨고, 무척추동물이나 작은 물고기를 먹는다. 대부분 알을 낳으며, 알은 단단한 껍질에 싸여 있어 '인어의 지갑'이라 불린다.

## 하위 분류
고양이상어과는 약 17개의 속(genera)과 160여 종(species)을 포함하며, 대표적인 속은 다음과 같다:
- Apristurus – 깊은 바다에 서식하는 종 다수
- Cephaloscyllium – 몸을 부풀려 방어하는 종 포함 (예: 스웰샤크)
- Scyliorhinus – 유럽 연안에서 발견되는 흔한 종 포함
- Poroderma – 줄무늬 무늬를 가진 종 포함 (예: 파자마상어)
- Galeus, Halaelurus, Parmaturus 등도 포함된다.

대표적인 종으로는 파자마상어, 스웰샤크, 스몰스포티드 고양이상어 등이 있다.

## 같이 보기
- 파자마상어